# زنبور ديمنتور
زنبور ديمنتور (الاسم العلمي Ampulex dementor)، نوع من الزنابير غشائيات الأجنحة وفصيلة دبور الصراصير ويتبع جنس الأنبوبية. موطنها الأصلي تايلاند، وصفت في عام 2014 من قبل مايكل أوهل من متحف التاريخ الطبيعي، برلين تم اختيار اسم النوع من قبل زوار المتحف، في الجهود المبذولة لربط أفراد الجمهور بقضايا التصنيف ووصف التنوع الأحيائي.